# Colibrí amazília cua de coure
El colibrí amazília cua de coure (Amazilia cupreicauda) és una espècie d'ocell de la família dels troquílids (Trochilidae) que habita la selva humida i bosocs als tepuis i muntanyes del sud de Veneçuela, oest de Guyana i a l'estat brasiler de Roraima. Diversos autors l'han considerat coespecífic del colibrí amazília ventreverd.